# Ronde van Lombardije voor beloften 2024
De 96e editie van de wielerwedstrijd Ronde van Lombardije voor beloften vond plaats op 5 oktober 2024. De wedstrijd was 170,6 kilometer lang en vond plaats in en rond Oggiono. De wedstrijd maakte deel uit van de UCI Europe Tour, met de categorie 1.2U. Door die categorie was de wedstrijd enkel toegankelijk voor beloften. De Fransman Brieuc Rolland won, voor de Italiaan Federico Savino en Gal Glivar uit Slovenië.

## Uitslag
| Plaats  | Naam                    | Ploeg                              | Tijd     |
| ------- | ----------------------- | ---------------------------------- | -------- |
| Winnaar | Brieuc Rolland          | Conti. Groupama-FDJ                | 3u51'57" |
| 2       | Federico Savino         | Soudal Quick-Step Dev.             | z.t.     |
| 3       | Gal Glivar              | UAE Team Emirates Gen Z            | + 2"     |
| 4       | Embret Svestad-Bårdseng | Arkéa-B&B Hotels Conti.            | + 6"     |
| 5       | Matteo Ambrosini        | MBH Bank Colpack Ballan            | + 1'10"  |
| 6       | Joshua Golliker         | Conti. Groupama-FDJ                | + 1'13"  |
| 7       | Nils Aebersbold         | Lidl-Trek Future                   | + 1'16"  |
| 8       | Tore Troelsen           | ColoQuick                          | + 1'58"  |
| 9       | Pietro Mattio           | Visma \| Lease a Bike Dev.         | + 2'05"  |
| 10      | Viktor Soenens          | Soudal Quick-Step Dev.             | + 2'25"  |
| 11      | Louis Leidert           | Lidl-Trek Future                   | z.t.     |
| 12      | Maxime Decomble         | Conti. Groupama-FDJ                | + 2'26"  |
| 13      | Tobias Svarre           | ColoQuick                          | + 2'32"  |
| 14      | Ludovico Crescioli      | Technipes #inEmiliaRomagna         | + 2'43"  |
| 15      | Edoardo Zamperini       | UC Trevigiani-Energiapura Marchiol | z.t.     |
| 16      | Baptiste Gillet         | Arkéa-B&B Hotels Conti.            | z.t.     |
| 17      | Pablo Torres            | UAE Team Emirates Gen Z            | + 2'46"  |
| 18      | Seppe De Clercq         | Basso Team Flanders                | + 2'47"  |
| 19      | Arthur De Jaeger        | Basso Team Flanders                | z.t.     |
| 20      | Benjamin Eckerstorfer   | Tirol KTM                          | + 2'55"  |
|         |                         |                                    |          |
| 52      | Darren van Bekkum       | Visma \| Lease a Bike Dev.         | + 4'52"  |